# Ecocardiografia
L'ecocardiografia, detta anche ecocardiogramma, in cardiologia comprende un gruppo di tecniche non invasive (se si esclude l'ecocardiografia transesofagea) che si basano sull'emissione di ultrasuoni nell'intervallo di frequenza fra 2 e massimo 10 MHz. L'esame riesce ad esprimere in frequenza l'onda di pressione, facendo apparire il tutto su uno schermo che il cardiologo osserva mentre effettua l'esame, per permettere di comprendere dimensioni, forme e movimento delle strutture cardiache.

## Tipologia

Diagramma di una ecocardiografia transesofagea

Ecocardiogramma tridimensionale (a destra): sono visibili i movimenti di apertura e chiusura dei lembi della valvola mitrale.

Esistono numerosi tipi di tale esame:
- Ecocardiografia bidimensionale
- Ecocardiografia con contrasto, che si basa sul principio fisico che le microbolle quando vengono iniettate nel sangue venoso diventano riflettori d'eco.
- Ecocardiografia da sforzo
- Ecocardiografia perinatale
- Ecocardiografia prenatale
- Ecocardiografia transesofagea, con un trasduttore ad ultrasuoni miniaturizzato in uno strumento simile a un gastroscopio; questo viene inserito nell'esofago, che ha un tratto a stretto contatto con il cuore
- Ecocardiografia tridimensionale

## Principi di fisica
In cardiologia spesso nozioni di fisica sono basilari per comprendere la fisiologia del cuore e il comportamento di alcuni esami, come il caso dell'ecocardiografia:
- La frequenza è il numero dei cicli completi per secondo, che risulta essere l'inverso della lunghezza d'onda (unico ciclo).
- L'ampiezza è il potere o la capacità dell'onda di trasferire energia al mezzo di conduzione.

## La piattaforma ecografica
Le immagini create si mostrano in uno scanner, in cui si arriva fino a 512 canali, chiamato piattaforma ecografica.
Il trasduttore ecografico, con cui si trasmette l'energia ultrasonora, è composto di vari elementi, alcuni che permettono ai cristalli piezoelettrici, eccitati dalla stimolazione della macchina, di farli quietare a comando.